# Marianne Jelved
Marianne Bruus Jelved z domu Hirsbro (ur. 5 września 1943 w Charlottenlund) – duńska polityk, nauczycielka, długoletnia posłanka do Folketingetu, minister gospodarki w latach 1993–2001, od 2012 do 2015 minister kultury.

## Życiorys
W 1967 ukończyła kolegium nauczycielskie (Hellerup Seminarium), a w 1979 studia pedagogiczne w Danmarks Lærerhøjskole. Od 1967 pracowała jako nauczycielka języka duńskiego w szkołach podstawowych, od 1979 do 1987 była wykładowcą na kursach dla nauczycieli. Była radną i (w latach 1982–1985) wiceburmistrzem miejscowości Gundsømagle. Opublikowała kilka pozycji poświęconych szkoleniom i edukacji.
W 1987 została po raz pierwszy deputowaną do duńskiego parlamentu z ramienia socjalliberalnej partii Det Radikale Venstre. Skutecznie ubiegała się od tego czasu o reelekcję w kolejnych wyborach krajowych (w 1988, 1990, 1994, 1998, 2001, 2005, 2007, 2011, 2015 i 2019).
W latach 1988–1993 była przewodniczącą klubu poselskiego radykałów, a od 1990 liderem politycznym partii. W styczniu 1993 premier Poul Nyrup Rasmussen powierzył jej resort gospodarki, we wrześniu 1994 została także ministrem współpracy nordyckiej. Obie te funkcje zajmowała do listopada 2001, kiedy to lewicowa koalicja utraciła większość w parlamencie. Powróciła wówczas na stanowisko przewodniczącej frakcji socjalliberałów w Folketingecie. Z funkcji lidera politycznego ustąpiła na rzecz Margrethe Vestager w sierpniu 2007, wkrótce po rozłamie dokonanym przez Nasera Khadera. W tym samym roku odnowiła mandat poselski na kolejną kadencję, utrzymała go również w 2011. Po raz kolejny została wybrana liderką grupy parlamentarnej Det Radikale Venstre. 6 grudnia 2012 zastąpiła Uffe Elbæka na stanowisku ministra kultury, ponownie wchodząc tym samym w skład duńskiego rządu (gabinetu Helle Thorning-Schmidt). W 2014 dodatkowo została ministrem ds. kościelnych. Zakończyła urzędowanie wraz z całym gabinetem w 2015.